# Andrea Parenti
Andrea Parenti (ur. 26 kwietnia 1965 w Casalecchio di Reno) – włoski łucznik sportowy. Brązowy medalista olimpijski z Atlanty.
Brał udział w trzech igrzyskach (IO 88, IO 92, IO 96). W 1996 medal zdobył  drużynie, tworzyli ją ponadto Matteo Bisiani i Michele Frangilli. W 1995 był srebrnym medalistą mistrzostw świata w konkursie drużynowym.